# Alfred Jacques Henri Berthoud

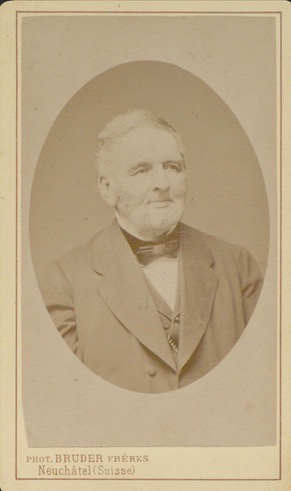
Porträt von Alfred Jacques Henri Berthoud

Alfred Jacques Henri Berthoud (* 6. November 1802 in Neuenburg; † 10. oder 11. Juli 1887 in Boudevilliers; heimatberechtigt in Boudevilliers) war ein Schweizer Kaufmann sowie Plantagenbesitzer und Sklavenhalter.

## Leben

### Familie
Alfred Jacques Henri Berthoud entstammte der Neuenburger Familie Berthoud und war das siebte von zehn Kindern von David-Auguste Berthoud (* 14. November 1766 in Neuenburg; † 5. August 1818 ebenda) und dessen Ehefrau Nancy Anne (* 31. Mai 1774 in Neuenburg; † 18. Juni 1774 ebenda), der Tochter des Neuenburger Ratsherrn Jean Henri Guillebert (1740–1818). Fünf seiner Geschwister verstarben im Kindesalter. Von den überlebenden Geschwistern wanderten drei, darunter auch Alfred Jacques Henri Berthoud, ins Ausland aus, um in Handelsgeschäften Fuss zu fassen, wobei er sich in Paramaribo in der niederländischen Kolonie Suriname niederliess. 
Er war zweimal verheiratet.
Sein Neffe war der Politiker Jean-Édouard Berthoud.

### Werdegang

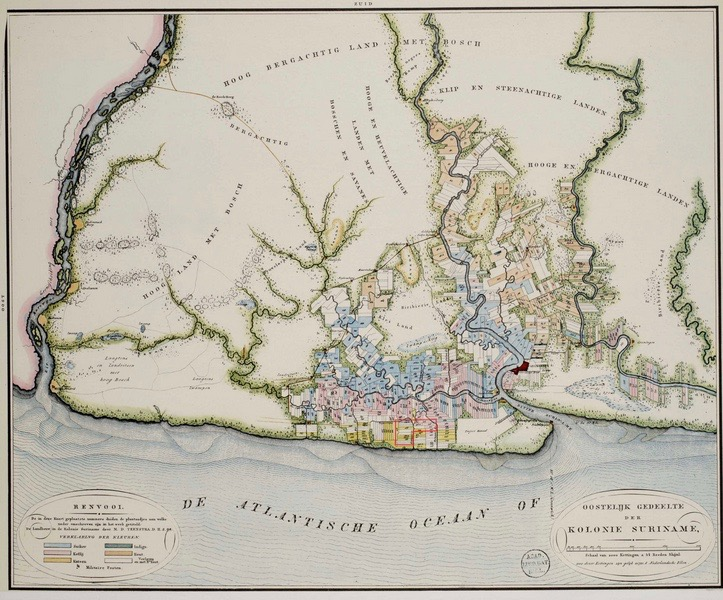
Die Plantagen Boksweide, Kleinslust und Rees en Crop von Alfred Jacques Henri Berthoud lagen im selben Gebiet (rot hervorgehoben) nahe dem Fluss Tapoeripa.

Über Alfred Jacques Henri Berthouds Ausbildung ist wenig bekannt, jedoch ist dokumentiert, dass er sich bereits in sehr jungen Jahren, vermutlich 1821, in Suriname niederliess. Dort begann er seine Karriere als Kaufmann. Im Jahr 1828 erwarb er seine erste Plantage, das Gut Boksweide am Fluss Tapoeripa, wo er Zuckerrohr anbaute. Es folgten weitere Plantagen, darunter die benachbarte Kleinslust, die später in Berthoudslust umbenannt wurde und für den Anbau von Kaffee und Baumwolle genutzt wurde.
Alfred Jacques Henri Berthoud heiratete 1832 Charlotte Christiana Esther (geb. Weissenbruch; 18041836), die Tochter von Carl Ludwig Weissenbruch, eines einflussreichen Verwalters von Plantagen in Suriname. Diese Verbindung öffnete ihm weitere geschäftliche Möglichkeiten, da die Familie Weissenbruch bereits über umfangreiche Handelskontakte verfügte. Im Laufe der Zeit erwarb Berthoud etwa zehn Landgüter, die er von Sklaven bewirtschaften liess. Die Plantage Kleinslust wurde zeitweise von einem Verwalter aus dem Waadt, Marc Warnery (1797–1836), geführt.
1836 verstarben seine Ehefrau und ihr Neugeborenes noch im Kindbett. Diese persönliche Tragödie führte dazu, dass er beschloss, in die Schweiz zurückzukehren. Trotz seiner Rückkehr behielt er jedoch einen Grossteil seiner Plantagen in Suriname und übertrug deren Verwaltung einem Franzosen namens Philip Kuvel.

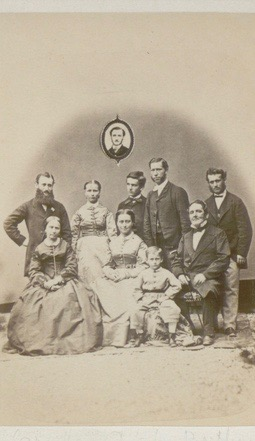
Auf dem Familienporträt sitzt Alfred Jacques Henri Berthoud rechts neben seiner zweiten Ehefrau Anne Louise Coulon (sitzend in der Mitte), umgeben von sieben ihrer Kinder.

In Neuenburg heiratete Alfred Jacques Henri Berthoud 1838 in zweiter Ehe Anna Louise (1817–1911), die Tochter des Kaufmanns, Bankiers und Mitgründers der Caisse d'épargne de Neuchâtel Paul-Louis-Auguste Coulon (1777–1855). Diese Verbindung war nicht nur privat, sondern auch geschäftlich von Bedeutung, da der Grossvater von Anna Louise Anteile an Plantagen auf Grenada hatte. Aus dieser Ehe gingen acht Kinder hervor, darunter Edouard Berthoud (1845–1921), der 1879 gemeinsam mit dem Ingenieur François Borel Mitgründer des Unternehmens Câbles Cortaillod (siehe Nexans) wurde.
Alfred Jacques Henri Berthouds Engagement in Neuenburg war auch politischer Natur. Ab 1839 war er Mitglied des Rat der Vierzig der Stadt, ab 1846 bekleidete er das Amt des Schlüsselherrn (Schatzmeister der Stadt) und gehörte dem Quatre-Ministraux an. Seine regelmässigen Reisen nach Amsterdam waren notwendig, um seine Besitztümer in Suriname zu verwalten. In den Jahren 1840 und 1841 hielt er sich erneut in Paramaribo auf. Bis zur Abschaffung der Sklaverei 1863 verkaufte er alle seine Plantagen, weil er befürchtete, dass damit seine wirtschaftliche Grundlage gefährdet sein könnte.